# 西格里鎮區 (愛荷華州基奧卡克縣)
西格里鎮區（英語：Sigourney Township）是位於美國愛荷華州基奧卡克縣的一個行政鎮區。

## 地方資料
根據2010年美國人口普查的數據，西格里鎮區的面積為50.57平方千米，當中陸地面積為50.55平方千米，而水域面積為0.02平方千米。當地共有人口2249人，而人口密度為每平方千米44.47人。